# Référendum sur l'indépendance de la Lettonie
Le référendum letton de 1991 est un référendum en Lettonie, ayant eu lieu le 3 mars 1991. Le référendum propose l'indépendance de la Lettonie par rapport à l'Union soviétique. Le référendum a eu lieu le même jour que le référendum sur l'indépendance de l'Estonie et trois semaines après le référendum sur l'indépendance de la Lituanie.
Le référendum a un taux de participation de 87,6 % avec 1 666 128 votants pour un corps électoral de 1 902 802 personnes. 74,9 %[réf. nécessaire] des votants ont répondu favorablement à la question posée soit 1 227 562 personnes. 25,1 % des votants se sont opposés à la question posée soit 411 374 personnes. 